# Gutzon Borglum
John Gutzon de la Mothe Borglum (1867–1941) là một nhà điêu khắc nổi tiếng của Hoa Kỳ, người đã tạc tượng bốn vị tổng thống nổi tiếng trên đỉnh núi Rushmore vào năm 1942. Ông sinh ngày 25 tháng 3 năm 1867 trong một gia đình gốc Đan Mạch, từng là học trò của nhà điêu khắc nổi tiếng người Pháp Auguste René Rodin. Công trình quan trọng nhất của ông là tạc một bức tượng vĩ đại trên đỉnh núi Rushmore, tiểu bang Nam Dakota, Hoa Kỳ. Công trình này bắt đầu từ tháng giêng năm 1924 cho đến khi ông mất vào ngày 6 tháng 3 năm 1941. Con trai ông là Lincoln Borglum kết thúc công trình đó vào ngày 31 tháng 10 năm 1941.

## Xuất thân
Gutzon Borglum sinh ra trong một gia đình của những người nhập cư từ Đan Mạch vào năm 1867 tại St. Charles, nơi lúc bấy giờ là Lãnh thổ Idaho. Borglum là con của chế độ đa thê Mormon. Cha của ông, Jens Møller Haugaard Børglum (1839–1909), đến từ làng Børglum ở tây bắc Đan Mạch. Ông có hai người vợ khi sống ở Idaho: mẹ của Gutzon, Christina Mikkelsen Børglum (1847–1871), và chị gái Ida, người vợ đầu tiên của Jens. Jens Borglum quyết định từ bỏ Đạo Mormon và chuyển đến Omaha, Nebraska, nơi chế độ đa thê vừa là bất hợp pháp vừa là điều cấm kỵ.  Jens Borglum đã làm việc chủ yếu như một thợ khắc gỗ trước khi quyết định tham dự Cao đẳng Y tế vi lượng đồng căn Saint Louis ở St. Louis, Missouri. Tại thời điểm này "Jens và Christina ly hôn, gia đình rời nhà thờ Mormon, Jens, Ida, các con của họ và hai con trai của Christina, Gutzon và Solon, chuyển đến St. Louis, nơi Jens lấy bằng y khoa." Sau khi tốt nghiệp Đại học Y Missouri năm 1874, Borglum chuyển cả gia đình đến Fremont, Nebraska, nơi ông thành lập một cơ sở hành nghề y. Gutzon Borglum vẫn ở Fremont cho đến năm 1882, khi cha ông đăng ký cho ông vào Học viện và Cao đẳng Saint Mary ở Kansas.

Sau một thời gian ngắn tại Học viện và Cao đẳng Saint Mary, Gutzon chuyển đến Omaha, Nebraska, nơi ông học việc trong một cửa hàng máy móc và tốt nghiệp trường Creighton Preparatory School.